# Michelle Chandler
Michelle Louise Chandler, coniugata Cleary (Geelong, 16 luglio 1974), è un'ex cestista australiana, professionista nella WNBA.

## Carriera
Con l'Australia ha disputato i Giochi olimpici di Atlanta 1996.